# 額田郡
額田郡（日语：／ Nukata gun */?）為位於日本愛知縣南部的郡。
現僅轄有以下1町：
- 幸田町

在1878年實施郡區町村編制法時的轄區還包括現在的岡崎市位於矢作川以東的大部分地區、豐田市東南部的小部分地區。

## 歷史
過去在令制國時代屬於三河國，「額田」的名稱被認為可能是源自於過去的氏族額田部，也有認為是源自於「泥濘的土地」的舊發音轉化為現在的漢字。
在15世時在此建立了岡崎城，16世紀初安祥松平氏的松平清康佔領此城，並轉以此作為其據點，此後其孫德川家康也在此出身，並成為其最初征戰三河國的據點。隨著德川家康的勢力逐漸況大，在其將據點自本地遷出後，岡崎城都交由其譜代家臣所治理；也因為最初跟隨德川康的家臣也大多出身於此區域，在江戶時代因此整個額田郡也被分割為多個區域分封給包括旗本在內的許多初期家臣的家族。
在19世紀末江戶代結束時，本地除了大部分區域屬於岡崎藩外，也有部分區域分屬西大平藩、奧殿藩、西尾藩、三河吉田藩、野村藩、磐城平藩及旗本或寺社的領地。
明治維新實施廢藩置縣後，原屬旗本的領地先被劃屬三河裁判所，後又改設為三河縣，但之後又隨著三河縣的廢除被拆分給伊那縣和靜岡藩。
而其他原屬各藩的區域則分別改隸岡崎縣、西大平縣、西尾縣、豊橋縣、野村縣、靜岡縣，直到1871年的第一次府縣整併後，整個額田郡與過去原屬三河國的區域一同整併為新縣，由於新縣的縣廳設在額田郡的岡崎城內，新縣也因此取用額田郡的名稱，命名為「額田縣」，但僅一年後，在1972年又隨著額田縣被併入愛知縣。
1878年愛知縣實施郡區町村編製法時，正式設置近代的行政區劃「額田郡」，並在岡崎康生町（位於現在的岡崎市）設置郡役所。

### 沿革

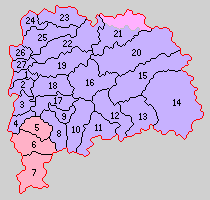
1889年額田郡轄下的行政區劃：1.岡崎町、2.三島村、3.岡崎村、4.福岡村、5.坂崎村、6.相見村、7.深溝村、8.龍谷村、9.藤川村、10.山中村、11.本宿村 、12.豐岡村、13.高富村、14.宮崎村、15.巴山村、16.河合村、17.美合村、18.男川村、19.乙見村、20.形埜村、21.下山村、22.常磐村、23.奧殿村、24.細川村、25.岩津村、26.大樹寺村、27.廣幡村
（紫色：現屬岡崎市、桃色：現屬豐田市、紅色：現屬幸田町）

- 1889年10月01日：實施町村制，額田郡下設：岡崎町、三島村（日语：三島村 (愛知県)）、岡崎村（日语：岡崎村 (愛知県)）、福岡村（日语：福岡町 (愛知県)）、坂崎村（日语：坂崎村）、相見村（日语：相見村）、深溝村（日语：深溝村）、龍谷村（日语：竜谷村）、藤川村（日语：藤川村 (愛知県)）、山中村（日语：山中村 (愛知県)）、本宿村（日语：本宿村）、豐岡村（日语：豊岡村 (愛知県額田郡)）、高富村（日语：高富村）、宮崎村（日语：宮崎村 (愛知県額田郡)）、巴山村（日语：栄枝村）、河合村（日语：河合村 (愛知県)）、美合村（日语：美合村 (愛知県)）、男川村（日语：男川村）、乙見村（日语：乙見村）、形埜村（日语：形埜村）、下山村（日语：下山村 (愛知県額田郡)）、常磐村（日语：常磐村 (愛知県額田郡)）、奧殿村（日语：奥殿村）、細川村（日语：細川村 (愛知県額田郡)）、岩津村（日语：岩津町）、大樹寺村（日语：大樹寺村）、廣幡村（日语：広幡町）。（1町26村）
- 1890年12月17日：巴山村更名為榮枝村（日语：栄枝村）。
- 1891年04月01日：實施郡制（日语：郡制）。[9]
- 1893年11月08日：福岡村改制為福岡町（日语：福岡町 (愛知県)）。（2町25村）
- 1895年05月13日：廣幡村改制為廣幡町（日语：広幡町）。（3町24村）
- 1903年01月04日：男川村的欠村地區被併入岡崎町。[10]
- 1906年05月01日：（3町15村）
  - 常磐村和乙見村的箱柳、大井野、田口、岩中、板田地區合併為新設立的常磐村（日语：常磐村 (愛知県額田郡)）。
  - 大樹寺村、岩津村、細川村、奧殿村合併為新設立的岩津村（日语：岩津町）。
  - 岡崎町、三島村和乙見村的稻熊、小呂地區合併為新設立的岡崎町。[10]
  - 坂崎村、相見村、深溝村合併為廣田村。[11]
  - 豐岡村、高富村和榮枝村的夏山地區合併為豐富村（日语：豊富村 (愛知県額田郡)）。
  - 宮崎村和榮枝村的千万町、木下地區合併為新設立的宮崎村（日语：宮崎村 (愛知県額田郡)）。
- 1908年11月01日：廣田村更名為幸田村。[11]
- 1914年10月01日：廣幡町被併入岡崎町。[10]（2町15村）
- 1916年07月01日：岡崎町改制為岡崎市[10]，並脫離額田郡。（1町15村）
- 1923年04月01日：廢除郡會和郡參事會。[12]
- 1926年07月01日：廢除郡役所，此後郡不再作為行政區劃，只作為地名的表示。[12]
- 1928年05月01日：岩津村改制為岩津町（日语：岩津町）。（2町14村）
- 1928年09月01日：岡崎村、美合村、男川村和常磐村的箱柳地區被併入岡崎市。[10]（2町11村）
- 1952年04月01日：幸田村改制為幸田町。[13]（3町10村）
- 1954年08月01日：幸田町和幡豆郡豐坂村（日语：豊坂村 (愛知県)）合併為新設立的幸田町。[13]
- 1955年02月01日：福岡町、龍谷村、藤川村、山中村、本宿村、河合村、常磐村、岩津町被併入岡崎市。[10]（1町4村）
- 1956年09月30日：（2町）
  - 豐富村、宮崎村、形埜村和下山村的一色、外山、中伊、富尾、保久地區合併為額田町（日语：額田町）。[14]
  - 下山村的其餘地區被併入東加茂郡下山村（日语：下山村 (愛知県東加茂郡)）。[14]
- 2006年01月01日：額田町被併入岡崎市。[10]（1町）

### 變遷表
| 1889年10月1日             | 1889年 - 1944年             | 1889年 - 1944年                 | 1889年 - 1944年                 | 1889年 - 1944年                 | 1945年 - 1954年                 | 1945年 - 1954年            | 1955年 - 1989年                  | 1989年 - 現在             | 現在                      |
| ------------------------- | --------------------------- | ------------------------------- | ------------------------------- | ------------------------------- | ------------------------------- | -------------------------- | -------------------------------- | ------------------------- | ------------------------- |
| 下山村                    | 下山村                      | 下山村                          | 下山村                          | 下山村                          | 下山村                          | 下山村                     | 1956年9月30日 併入東加茂郡下山村 | 2005年4月1日 併入豐田市   | 2005年4月1日 併入豐田市   |
| 下山村                    | 下山村                      | 下山村                          | 下山村                          | 下山村                          | 下山村                          | 下山村                     | 1956年9月30日 合併為額田町       | 2006年1月1日 併入岡崎市   | 岡崎市                    |
| 豐岡村                    | 豐岡村                      | 1906年5月1日 合併為豐富村       | 1906年5月1日 合併為豐富村       | 1906年5月1日 合併為豐富村       | 1906年5月1日 合併為豐富村       | 1906年5月1日 合併為豐富村  | 1956年9月30日 合併為額田町       | 2006年1月1日 併入岡崎市   | 岡崎市                    |
| 高富村                    |                             | 1906年5月1日 合併為豐富村       | 1906年5月1日 合併為豐富村       | 1906年5月1日 合併為豐富村       | 1906年5月1日 合併為豐富村       | 1906年5月1日 合併為豐富村  | 1956年9月30日 合併為額田町       | 2006年1月1日 併入岡崎市   | 岡崎市                    |
| 巴山村                    | 1890年12月17日 更名為榮枝村 | 1906年5月1日 合併為豐富村       | 1906年5月1日 合併為豐富村       | 1906年5月1日 合併為豐富村       | 1906年5月1日 合併為豐富村       | 1906年5月1日 合併為豐富村  | 1956年9月30日 合併為額田町       | 2006年1月1日 併入岡崎市   | 岡崎市                    |
| 巴山村                    | 1890年12月17日 更名為榮枝村 | 1906年5月1日： 合併為宮崎村     |                                 |                                 |                                 |                            | 1956年9月30日 合併為額田町       | 2006年1月1日 併入岡崎市   | 岡崎市                    |
| 宮崎村                    |                             |                                 |                                 |                                 |                                 |                            | 1956年9月30日 合併為額田町       | 2006年1月1日 併入岡崎市   | 岡崎市                    |
| 形埜村                    |                             |                                 |                                 |                                 |                                 |                            | 1956年9月30日 合併為額田町       | 2006年1月1日 併入岡崎市   | 岡崎市                    |
| 奧殿村                    | 奧殿村                      | 1906年5月1日 合併為岩津村       | 1906年5月1日 合併為岩津村       | 1928年5月1日 改制為岩津町       | 1928年5月1日 改制為岩津町       | 1928年5月1日 改制為岩津町  | 1955年2月1日 併入岡崎市          | 岡崎市                    | 岡崎市                    |
| 細川村                    |                             | 1906年5月1日 合併為岩津村       | 1906年5月1日 合併為岩津村       | 1928年5月1日 改制為岩津町       | 1928年5月1日 改制為岩津町       | 1928年5月1日 改制為岩津町  | 1955年2月1日 併入岡崎市          | 岡崎市                    | 岡崎市                    |
| 岩津村                    |                             | 1906年5月1日 合併為岩津村       | 1906年5月1日 合併為岩津村       | 1928年5月1日 改制為岩津町       | 1928年5月1日 改制為岩津町       | 1928年5月1日 改制為岩津町  | 1955年2月1日 併入岡崎市          | 岡崎市                    | 岡崎市                    |
| 大樹寺村                  |                             | 1906年5月1日 合併為岩津村       | 1906年5月1日 合併為岩津村       | 1928年5月1日 改制為岩津町       | 1928年5月1日 改制為岩津町       | 1928年5月1日 改制為岩津町  | 1955年2月1日 併入岡崎市          | 岡崎市                    | 岡崎市                    |
| 岡崎村                    | 岡崎村                      | 岡崎村                          | 岡崎村                          | 1928年9月1日 併入岡崎市         | 岡崎市                          | 岡崎市                     | 岡崎市                           | 岡崎市                    | 岡崎市                    |
| 美合村                    |                             |                                 |                                 | 1928年9月1日 併入岡崎市         | 岡崎市                          | 岡崎市                     | 岡崎市                           | 岡崎市                    | 岡崎市                    |
| 男川村                    |                             |                                 |                                 | 1928年9月1日 併入岡崎市         | 岡崎市                          | 岡崎市                     | 岡崎市                           | 岡崎市                    | 岡崎市                    |
| 廣幡村                    | 1895年5月13日 改制為廣幡町  | 1895年5月13日 改制為廣幡町      | 1914年10月1日 併入岡崎町        | 1916年7月1日 改制為岡崎市       | 岡崎市                          | 岡崎市                     | 岡崎市                           | 岡崎市                    | 岡崎市                    |
| 岡崎町                    | 岡崎町                      | 1906年5月1日 合併為岡崎町       | 1906年5月1日 合併為岡崎町       | 1916年7月1日 改制為岡崎市       | 岡崎市                          | 岡崎市                     | 岡崎市                           | 岡崎市                    | 岡崎市                    |
| 三島村                    |                             | 1906年5月1日 合併為岡崎町       | 1906年5月1日 合併為岡崎町       | 1916年7月1日 改制為岡崎市       | 岡崎市                          | 岡崎市                     | 岡崎市                           | 岡崎市                    | 岡崎市                    |
| 乙見村                    |                             | 1906年5月1日 合併為岡崎町       | 1906年5月1日 合併為岡崎町       | 1916年7月1日 改制為岡崎市       | 岡崎市                          | 岡崎市                     | 岡崎市                           | 岡崎市                    | 岡崎市                    |
| 1906年5月1日 合併為常磐村 | 1906年5月1日 合併為常磐村   | 1906年5月1日 合併為常磐村       | 1906年5月1日 合併為常磐村       | 1906年5月1日 合併為常磐村       | 1955年2月1日 併入岡崎市         |                            |                                  | 岡崎市                    | 岡崎市                    |
| 1906年5月1日 合併為常磐村 | 1906年5月1日 合併為常磐村   | 1906年5月1日 合併為常磐村       | 1906年5月1日 合併為常磐村       | 1906年5月1日 合併為常磐村       | 1955年2月1日 併入岡崎市         | 常磐村                     |                                  | 岡崎市                    | 岡崎市                    |
| 福岡村                    | 1893年11月8日 改制為福岡町  | 1893年11月8日 改制為福岡町      | 1893年11月8日 改制為福岡町      | 1893年11月8日 改制為福岡町      | 1893年11月8日 改制為福岡町      | 1893年11月8日 改制為福岡町 |                                  | 岡崎市                    | 岡崎市                    |
| 龍谷村                    |                             |                                 |                                 |                                 | 1955年2月1日 併入岡崎市         |                            |                                  | 岡崎市                    | 岡崎市                    |
| 藤川村                    |                             |                                 |                                 |                                 | 1955年2月1日 併入岡崎市         |                            |                                  | 岡崎市                    | 岡崎市                    |
| 山中村                    |                             |                                 |                                 |                                 | 1955年2月1日 併入岡崎市         |                            |                                  | 岡崎市                    | 岡崎市                    |
| 本宿村                    |                             |                                 |                                 |                                 | 1955年2月1日 併入岡崎市         |                            |                                  | 岡崎市                    | 岡崎市                    |
| 河合村                    |                             |                                 |                                 |                                 | 1955年2月1日 併入岡崎市         |                            |                                  | 岡崎市                    | 岡崎市                    |
| 坂崎村                    | 坂崎村                      | 1906年5月1日 合併為廣田村       | 1908年11月1日 更名為幸田村      | 1908年11月1日 更名為幸田村      | 1952年4月1日 改制為幸田町       | 1954年8月1日 合併為幸田町  | 1954年8月1日 合併為幸田町        | 1954年8月1日 合併為幸田町 | 1954年8月1日 合併為幸田町 |
| 相見村                    |                             | 1906年5月1日 合併為廣田村       | 1908年11月1日 更名為幸田村      | 1908年11月1日 更名為幸田村      | 1952年4月1日 改制為幸田町       | 1954年8月1日 合併為幸田町  | 1954年8月1日 合併為幸田町        | 1954年8月1日 合併為幸田町 | 1954年8月1日 合併為幸田町 |
| 深溝村                    |                             | 1906年5月1日 合併為廣田村       | 1908年11月1日 更名為幸田村      | 1908年11月1日 更名為幸田村      | 1952年4月1日 改制為幸田町       | 1954年8月1日 合併為幸田町  | 1954年8月1日 合併為幸田町        | 1954年8月1日 合併為幸田町 | 1954年8月1日 合併為幸田町 |
| 幡豆郡松坂村              | 幡豆郡松坂村                | 1906年5月1日 合併為幡豆郡豐坂村 | 1906年5月1日 合併為幡豆郡豐坂村 | 1906年5月1日 合併為幡豆郡豐坂村 | 1906年5月1日 合併為幡豆郡豐坂村 | 1954年8月1日 合併為幸田町  | 1954年8月1日 合併為幸田町        | 1954年8月1日 合併為幸田町 | 1954年8月1日 合併為幸田町 |
| 幡豆郡豐國村              |                             | 1906年5月1日 合併為幡豆郡豐坂村 | 1906年5月1日 合併為幡豆郡豐坂村 | 1906年5月1日 合併為幡豆郡豐坂村 | 1906年5月1日 合併為幡豆郡豐坂村 | 1954年8月1日 合併為幸田町  | 1954年8月1日 合併為幸田町        | 1954年8月1日 合併為幸田町 | 1954年8月1日 合併為幸田町 |